# 井上愛美
井上 愛美（いのうえ まなみ、1992年9月13日 - ）は、兵庫県出身の、日本の柔道選手である。階級は78kg超級。身長は169cm、体重は110kg。血液型はO型。組み手は右組み。段位は弐段。得意技は払腰。現在はJR九州に所属。

## 人物
8歳の時に柔道を始めた。藍中学2年の時に全国中学校柔道大会団体戦で同級生の太田晴奈とともに優勝に貢献した。翌年の春には近代柔道杯でも優勝を遂げるが、全国中学校柔道大会の団体戦では決勝で敗れて連覇はならず、さらに個人戦では3位に終わった。新田高校2年の時にはインターハイ個人戦で2位となり、翌年の全国高校選手権では個人戦で優勝、団体戦で3位となった。高校3年の時には金鷲旗でチームを2位に押し上げる原動力となり、インターハイ個人戦ではオール一本勝ちで優勝を果たした。全日本ジュニアでは2位に終わるも世界ジュニア代表に選出されて、世界ジュニアでは優勝を成し遂げた。
2011年には山梨学院大学へ進学した。昨年に続いて出場した世界ジュニアでは、決勝でドイツの選手相手に先に技ありを取られるが、試合の終了と同時に抑え込みに入り大逆転の一本勝ちで2連覇を達成した。
2013年の学生体重別では優勝を果たした。2014年の全日本学生柔道優勝大会でも優勝した。続く講道館杯では決勝で朝比奈沙羅に指導3で敗れた。2015年に名古屋で開催された東アジア選手権では個人戦、団体戦ともに優勝を飾った。講道館杯では3位にとどまった。2016年のアジア選手権では3位だった。団体戦では優勝を飾った。2017年の国体では愛媛県の一員としてチームの優勝に貢献した。

## 戦績
- 2006年 -　全国中学校柔道大会　団体戦　優勝
- 2007年 -　近代柔道杯　優勝
- 2007年 -　全国中学校柔道大会　個人戦　3位　団体戦　2位
- 2009年 -　インターハイ　2位
- 2010年 -　全国高校選手権　個人戦　優勝　団体戦　3位
- 2010年 -　ロシアジュニア国際　2位
- 2010年 -　金鷲旗　2位
- 2010年 -　インターハイ　優勝
- 2010年 -　全日本ジュニア　2位
- 2010年 -　世界ジュニア　優勝
- 2011年 -　全日本ジュニア　優勝
- 2011年 -　学生体重別　3位
- 2011年 -　世界ジュニア　優勝
- 2012年 -　学生体重別　5位
- 2012年 -　講道館杯　3位
- 2013年 -　全日本学生柔道優勝大会　2位
- 2013年 -　ユニバーシアード　無差別　3位
- 2013年 -　学生体重別　優勝
- 2014年 -　全日本学生柔道優勝大会　優勝
- 2014年 -　学生体重別　2位
- 2014年 -　体重別団体 優勝
- 2014年 -　講道館杯　2位
- 2015年 -　東アジア選手権 個人戦　優勝　団体戦　優勝
- 2015年 -　講道館杯　3位
- 2016年 - アジア選手権　　個人戦　3位　　団体戦　優勝
- 2016年 - 実業団体 女子2部　2位
- 2016年 - 国体成年女子の部　2位
- 2016年 -　講道館杯　3位
- 2017年 -　ヨーロッパオープン・ソフィア　3位
- 2017年 -　実業団体2部　2位
- 2017年 -　国体　優勝

(出典、JudoInside.com)。